# Kalcium-acetát
A kalcium-acetát (E263) (más néven kalcium-etanoát) az ecetsav kalciummal alkotott sója. Viszonylag olcsó vegyület, melyet széles körben használnak.
Képlete: Ca(C2H3O2)2.
Erősen higroszkópos anyag, ezért általában monohidrát formájában – Ca(CH3COO)2·H2O, CAS [5743-26-0] – van jelen.
Alkohollal keverve egy képlékeny, gyúlékony gél keletkezik. Etanollal, metanollal és Izopropanollal keverve egy fehér színű anyag keletkezik, melyet meggyúrva hógolyó-utánzat készíthető.

## Története
Olcsósága miatt régebben (a kumin-folyamat kifejlesztése előtt) az aceton előállításának alapanyaga volt.

## Előállítása
Elő lehet állítani valamilyen kalciumsó és ecet reakciójával pl. így:
CaCO3 + CH3COOH → Ca(CH3COO)2 + H2O + CO2
Ca(OH)2 + 2CH3COOH → Ca(CH3COO)2 + 2 H2O
CaCl2 + 2CH3COOH → Ca(CH3COO)2 + 2 HCl

## Felhasználása
- az élelmiszeriparban elsősorban pékáruk tartósítására alkalmazzák, mert hatékonyan gátolja a pékárukra veszélyes penészgombák szaporodását. Ezen a téren felhasználható mennyiségét nem korlátozzák, mert ilyen formában nincs ismert mellékhatása.
- szinte minden, gyümölcsből, vagy erjesztés útján készült élelmiszerben természetes úton megtalálható
- a vér magas foszfáttartalma esetén szokták alkalmazni, mert hatékonyan megköti a foszfátokat. Ezen alkalmazás mellékhatásaként enyhe hányinger jelentkezhet.